# Port lotniczy Amritsar
Port lotniczy Amritsar – międzynarodowy port lotniczy położony 11 km na północny zachód od centrum Amritsaru, w stanie Pendżab, w Indiach.

## Linie lotnicze i połączenia
- Air India (Londyn-Heathrow, Toronto-Pearson)
  - Air India obsługiwane przez Indian Airlines (Delhi)
- Air India Express (Dubaj)
- Go Air (Ahmedabad, Bangalore, Delhi, Bombaj)
- Indian Airlines (Delhi, Szardża)
- Jet Airways (Delhi)
- Kingfisher Airlines (Delhi)
- Turkmenistan Airlines (Aszchabad)
- Uzbekistan Airways (Taszkent)